# 이즈하라정
이즈하라정(厳原町 이즈하라마치[*])은 일본 나가사키현 쓰시마섬의 북쪽 앞바다에 해당하는 쓰시마 남부에 있던  정이다, 쓰시마 진흥국이 있었다. 2004년 3월 1일에 헤이세이 대합병으로 쓰시마 시가 되어 자치체로서는 소멸했다.

## 지리
쓰시마의 남단에 위치해 있었으며, 동부와 남부는 리아스식 해안이 발달해 있으나 서부는 일직선으로 이어진 절벽이 있으며 대부분의 해안이다. 내륙부는 300m~650m급의 가파른 산이 이어지고 있었다.  

## 역사
시청 부근은 쓰시마국의 국부가 있던 곳으로 여겨지지만, 아직 그 유적은 발견되지 않았다. 문영의 난 때는 마을 서쪽의 오모다하마에 원나라 군대가 쳐들어와 큰 피해를 입었다.
- 1874년 6월 1일 - 이쓰쿠하라 초등학교가 설치하였다.
- 1908년 4월 1일 - 도서정촌제가 시행에 의해 시모아가타군의 이즈하라정, 요라촌, 사스촌이 성립하였다.
- 1948년 - 이쓰쿠하라항에 해상보안청 이쓰시마 해상보안부(현 쓰시마 해상보안부)가 설치하였다.
- 1956년 9월 30일 - 구타촌, 쓰쓰촌, 사스촌이 합병해, 새로운 이즈하라정이 성립하였다.
- 1959년 3월 - 이쓰쿠하라 정사무소 히사타 지소가 폐지하였다.
- 1974년 - 이쓰쿠하라 항구 대교가 개통하였다.
- 1978년 9월 1일 - 쓰시마 고등학교가 현재 위치로 이전하였다.
- 2004년 3월 1일 - 시모아가타군 미쓰시마정·도요타마정·가미아가타군 미네정·가미아가타정·가미쓰시마정과 합병, 시로 승격해 쓰시마시가 되어 소멸하였다.

## 교통

### 도로
- 국도 382호선